# (18644) Arashiyama
(18644) Arashiyama est un astéroïde de la ceinture principale.

## Description
(18644) Arashiyama est un astéroïde de la ceinture principale. Il fut découvert le 2 mars 1998 à Geisei par Tsutomu Seki. Il présente une orbite caractérisée par un demi-grand axe de 2,44 UA, une excentricité de 0,07 et une inclinaison de 5,7° par rapport à l'écliptique.
Il est nommé d'après le lieu-dit d'Arashiyama au Japon.